# Dzhokhar e Tamerlan Tsarnaev
Dzhokhar Anzorovich Tsarnaev (in russo Джохар Анзорович Царнаев?; in ceceno Царнаев Анзор-кIант ДжовхΙар; Tokmok, 22 luglio 1993) e  
Tamerlan Anzorovich Tsarnaev (in russo Тамерлан Анзорович Царнаев?; in ceceno Царнаев Анзор-кIант Тамерлан; Ėlista, 21 ottobre 1986 – Watertown, 19 aprile 2013) sono due fratelli russi di etnia cecena responsabili dell'attentato alla maratona di Boston del 15 aprile 2013.

## Biografia
Con sette anni di differenza, i due fratelli nacquero in repubbliche diverse dell'ex Unione Sovietica. Per metà ceceni e per metà avari, nel 2002 immigrarono negli Stati Uniti d'America come rifugiati. Tamerlan era un aspirante pugile, e le autorità credono che avesse solo di recente iniziato ad essere un sostenitore del fondamentalismo islamico. Dzhokhar, invece, era uno studente della University of Massachusetts di Dartmouth, naturalizzato cittadino statunitense l'11 settembre 2012, appena sette mesi prima dell'attentato che lo vide protagonista e che causò la morte di tre persone e il ferimento di altre 264.
Subito dopo che l'FBI li segnalò come i sospetti attentatori della Maratona di Boston, con la conseguente diffusione delle loro immagini, i Tsarnaev uccisero un ufficiale di polizia presso il Massachusetts Institute of Technology e rubarono un SUV aprendo il fuoco contro la polizia nella città di Watertown, alla periferia di Boston. Durante questo conflitto Tamerlan venne ucciso, mentre un poliziotto della Massachusetts Bay Transportation Authority Police (MBTA), riportò gravi ferite, probabilmente a causa del fuoco amico. Anche Dzhokhar fu ferito, ma questo non gli impedì di fuggire, scatenando una caccia all'uomo senza precedenti che bloccò la città di Watertown. La sera del 19 aprile 2013 Dzhokhar fu trovato nascosto in una barca caricata su un carrello, nel cortile di una casa appena fuori dal perimetro della polizia, arrestato e condotto in ospedale.
Durante la sua degenza in ospedale, Dzhokhar fu accusato di uso di armi di distruzione di massa e omicidio doloso, danni alle proprietà concausa della morte di civili, quindi di omicidio colposo. Il primo grado di giudizio, rivelando fondati i capi d'accusa, lo ritenne colpevole e, come previsto, condannato alla massima pena. Dzhokhar ha in seguito ammesso, durante un interrogatorio, che insieme con il fratello progettava di far esplodere altri ordigni a Times Square, New York, e che si reputavano jihādisti al fine di difendere l'Islam. Ha inoltre ammesso che la loro ideologia venne ispirata in parte dalle prediche dell'attivista musulmano, Anwar al-Awlaki.
Il 23 aprile 2013 la rete televisiva statunitense ABC riportò la notizia secondo la quale le autorità avrebbero collegato Tamerlan Tsarnaev ad un insoluto triplice omicidio avvenuto nei pressi di Waltham, Massachusetts il giorno del decimo anniversario degli attentati dell'11 settembre. Il 15 maggio 2015, su mandato federale e da una giuria popolare del Massachusetts composta da 12 giurati, Dzhokhar venne condannato a morte tramite iniezione letale. Il 31 luglio 2020 i giudici annullano però la sentenza, sostenendo che 2 dei 12 giurati erano prevenuti nei confronti di Dzhokhar. La pena di Dzhokhar Tsarnaev venne così commutata in ergastolo.
Nel marzo del 2022 la Corte Suprema ha ribaltato la sentenza condannandolo nuovamente alla pena di morte per iniezione letale.